# I liga czeska w rugby (2015/2016)
I liga czeska w rugby (2015/2016) – dwudziesta trzecia edycja drugiej klasy rozgrywkowej w rugby union w Czechach. Zawody odbywały się w dniach 6 września 2015 – 15 maja 2016 roku.
W zawodach zwyciężyła drużyna rezerw RC Praga, toteż awans do najwyższej klasy rozgrywkowej zyskał drugi w tabeli klub RC Brno Bystrc. Prawo do udział w barażu z udziałem przedostatniego zespołu Ekstraligi otrzymał zespół RC Olomouc, jednak do niego nie przystąpił.

## System rozgrywek
Rozgrywki ligowe prowadzone były dla ośmiu uczestniczących drużyn systemem kołowym według modelu dwurundowego w okresie jesień-wiosna. Zwycięzca meczu zyskiwał cztery punkty, za remis przysługiwały dwa punkty, porażka nie była punktowana, a zdobycie przynajmniej czterech przyłożeń lub przegrana nie więcej niż siedmioma punktami premiowana była natomiast punktem bonusowym. Najlepszy zespół uzyskał awans do najwyższej klasy rozgrywkowej, drugi zaś otrzymał szansę awansu w dwumeczowym barażu z przedostatnią drużyną Ekstraligi.
Ogłoszenie terminarza rozgrywek nastąpiło w lipcu 2015 roku.

## Drużyny
| Klub                    | Miasto                 |
| ----------------------- | ---------------------- |
| RC Praga B              | Praga                  |
| RC Brno Bystrc          | Brno                   |
| RC Havířov              | Hawierzów              |
| TJ Sokol Mariánské Hory | Mariánské Hory–Ostrawa |
| RC Olomouc              | Ołomuniec              |
| RC Přelouč              | Přelouč                |
| RC Tatra Smíchov B      | Smíchov, Praga 5       |
| RC Zlín                 | Zlin                   |

## Mecze
| Nr            | Data          | Mecz                                         | Wynik         |               | Nr            | Data                                         | Mecz          | Wynik |
| I. kolejka    | I. kolejka    | I. kolejka                                   | I. kolejka    | II. kolejka   | II. kolejka   | II. kolejka                                  | II. kolejka   |       |
| ------------- | ------------- | -------------------------------------------- | ------------- | ------------- | ------------- | -------------------------------------------- | ------------- | ----- |
| 1             | 06.09.2015    | TJ Sokol Mariánské Hory – RC Praga Praha B   | 21:19         | 5             | 13.09.2015    | RC Zlín – RC Tatra Smíchov B                 | 19:12         |       |
| 2             | 06.09.2015    | RC Přelouč – RC Havířov                      | 36:10         | 6             | 13.09.2015    | RC Havířov – RC Brno Bystrc                  | 15:19         |       |
| 3             | 06.09.2015    | RC Brno Bystrc – RC Zlín                     | 61:6          | 7             | 13.09.2015    | RC Praga Praha B – RC Olomouc                | 74:15         |       |
| 4             | 06.09.2015    | RC Tatra Smíchov B – RC Olomouc              | 57:14         | 8             | 13.09.2015    | TJ Sokol Mariánské Hory – RC Přelouč         | 27:22         |       |
| III. kolejka  | III. kolejka  | III. kolejka                                 | III. kolejka  | IV. kolejka   | IV. kolejka   | IV. kolejka                                  | IV. kolejka   |       |
| 9             | 20.09.2015    | RC Přelouč – RC Praga Praha B                | 39:38         | 13            | 25.10.2015    | RC Praga Praha B – RC Zlín                   | 71:17         |       |
| 10            | 20.09.2015    | RC Brno Bystrc – TJ Sokol Mariánské Hory     | 80:7          | 14            | 04.10.2015    | RC Havířov – RC Olomouc                      | 49:13         |       |
| 11            | 20.09.2015    | RC Tatra Smíchov B – RC Havířov              | 30:0          | 15            | 04.10.2015    | TJ Sokol Mariánské Hory – RC Tatra Smíchov B | 15:49         |       |
| 12            | 20.09.2015    | RC Olomouc – RC Zlín                         | 54:0          | 16            | 04.10.2015    | RC Přelouč – RC Brno Bystrc                  | 31:29         |       |
| V. kolejka    | V. kolejka    | V. kolejka                                   | V. kolejka    | VI. kolejka   | VI. kolejka   | VI. kolejka                                  | VI. kolejka   |       |
| 17            | 11.10.2015    | RC Brno Bystrc – RC Praga Praha B            | 24:24         | 21            | 18.10.2015    | RC Praga Praha B – RC Havířov                | 58:14         |       |
| 18            | 11.10.2015    | RC Tatra Smíchov B – RC Přelouč              | 36:33         | 22            | 18.10.2015    | TJ Sokol Mariánské Hory – RC Zlín            | 10:24         |       |
| 19            | 25.10.2015    | RC Olomouc – TJ Sokol Mariánské Hory         | 28:7          | 23            | 18.10.2015    | RC Přelouč – RC Olomouc                      | 8:36          |       |
| 20            | 11.10.2015    | RC Zlín – RC Havířov                         | 36:60         | 24            | 18.10.2015    | RC Brno Bystrc – RC Tatra Smíchov B          | 32:28         |       |
| VII. kolejka  | VII. kolejka  | VII. kolejka                                 | VII. kolejka  | VIII. kolejka | VIII. kolejka | VIII. kolejka                                | VIII. kolejka |       |
| 25            | 01.11.2015    | RC Tatra Smíchov B – RC Praga Praha B        | 5:33          | 29            | 15.11.2015    | RC Praga Praha B – TJ Sokol Mariánské Hory   | 43:0          |       |
| 26            | 01.11.2015    | RC Olomouc – RC Brno Bystrc                  | 9:22          | 30            | 15.11.2015    | RC Havířov – RC Přelouč                      | 19:12         |       |
| 27            | 01.11.2015    | RC Zlín – RC Přelouč                         | 27:51         | 31            | 15.11.2015    | RC Zlín – RC Brno Bystrc                     | 10:36         |       |
| 28            | 01.11.2015    | RC Havířov – TJ Sokol Mariánské Hory         | 39:8          | 32            | 15.11.2015    | RC Olomouc – RC Tatra Smíchov B              | 29:12         |       |
| IX. kolejka   | IX. kolejka   | IX. kolejka                                  | IX. kolejka   | X. kolejka    | X. kolejka    | X. kolejka                                   | X. kolejka    |       |
| 33            | 27.03.2016    | RC Olomouc – RC Praga Praha B                | 19:42         | 37            | 03.04.2016    | RC Praga Praha B – RC Přelouč                | 55:17         |       |
| 34            | 27.03.2016    | RC Tatra Smíchov B – RC Zlín                 | 0:59          | 38            | 03.04.2016    | TJ Sokol Mariánské Hory – RC Brno Bystrc     | 7:19          |       |
| 35            | 27.03.2016    | RC Brno Bystrc – RC Havířov                  | 64:10         | 39            | 03.04.2016    | RC Havířov – RC Tatra Smíchov B              | 17:31         |       |
| 36            | 27.03.2016    | RC Přelouč – TJ Sokol Mariánské Hory         | 40:10         | 40            | 03.04.2016    | RC Zlín – RC Olomouc                         | 28:15         |       |
| XI. kolejka   | XI. kolejka   | XI. kolejka                                  | XI. kolejka   | XII. kolejka  | XII. kolejka  | XII. kolejka                                 | XII. kolejka  |       |
| 41            | 17.04.2016    | RC Zlín – RC Praga Praha B                   | 7:52          | 45            | 24.04.2016    | RC Praga Praha B – RC Brno Bystrc            | 34:22         |       |
| 42            | 17.04.2016    | RC Olomouc – RC Havířov                      | 53:12         | 46            | 24.04.2016    | RC Přelouč – RC Tatra Smíchov B              | 34:22         |       |
| 43            | 17.04.2016    | RC Tatra Smíchov B – TJ Sokol Mariánské Hory | 24:7          | 47            | 24.04.2016    | TJ Sokol Mariánské Hory – RC Olomouc         | 24:24         |       |
| 44            | 17.04.2016    | RC Brno Bystrc – RC Přelouč                  | 38:21         | 48            | 24.04.2016    | RC Havířov – RC Zlín                         | 22:23         |       |
| XIII. kolejka | XIII. kolejka | XIII. kolejka                                | XIII. kolejka | XIV. kolejka  | XIV. kolejka  | XIV. kolejka                                 | XIV. kolejka  |       |
| 49            | 08.05.2016    | RC Havířov – RC Praga Praha B                | 12 : 29       | 53            | 15.05.2016    | RC Praga Praha B – RC Tatra Smíchov B        | 99 : 14       |       |
| 50            | 08.05.2016    | RC Zlín – TJ Sokol Mariánské Hory            | 19 : 21       | 54            | 15.05.2016    | RC Brno Bystrc – RC Olomouc                  | 22 : 31       |       |
| 51            | 08.05.2016    | RC Olomouc – RC Přelouč                      | 53 : 8        | 55            | 15.05.2016    | RC Přelouč – RC Zlín                         | 45 : 27       |       |
| 52            | 08.05.2016    | RC Tatra Smíchov B – RC Brno Bystrc          | 17 : 20       | 56            | 15.05.2016    | TJ Sokol Mariánské Hory – RC Havířov         | 22 : 32       |       |